# Wjatscheslaw Lypynskyj

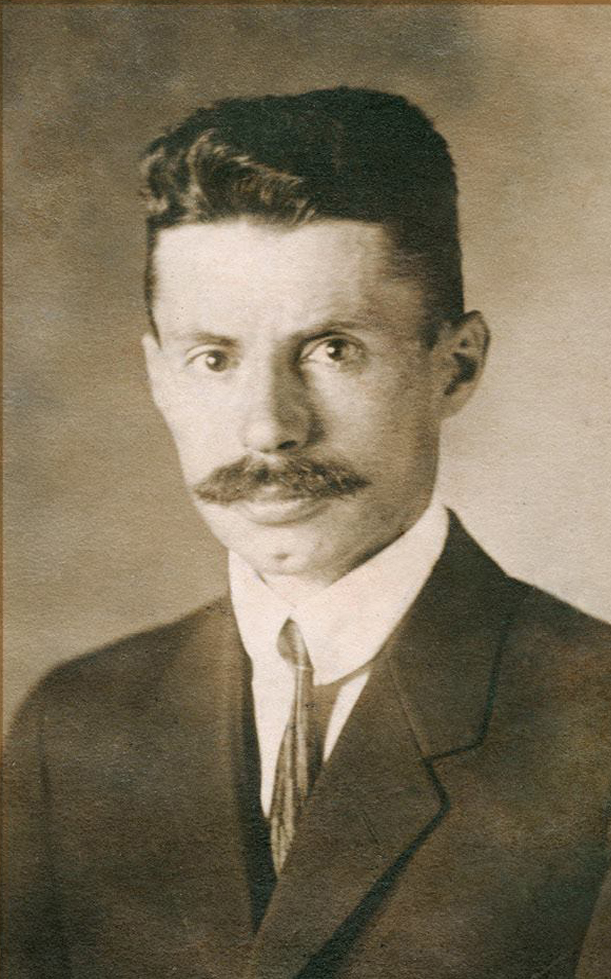
Wjatscheslaw Lypynskyj

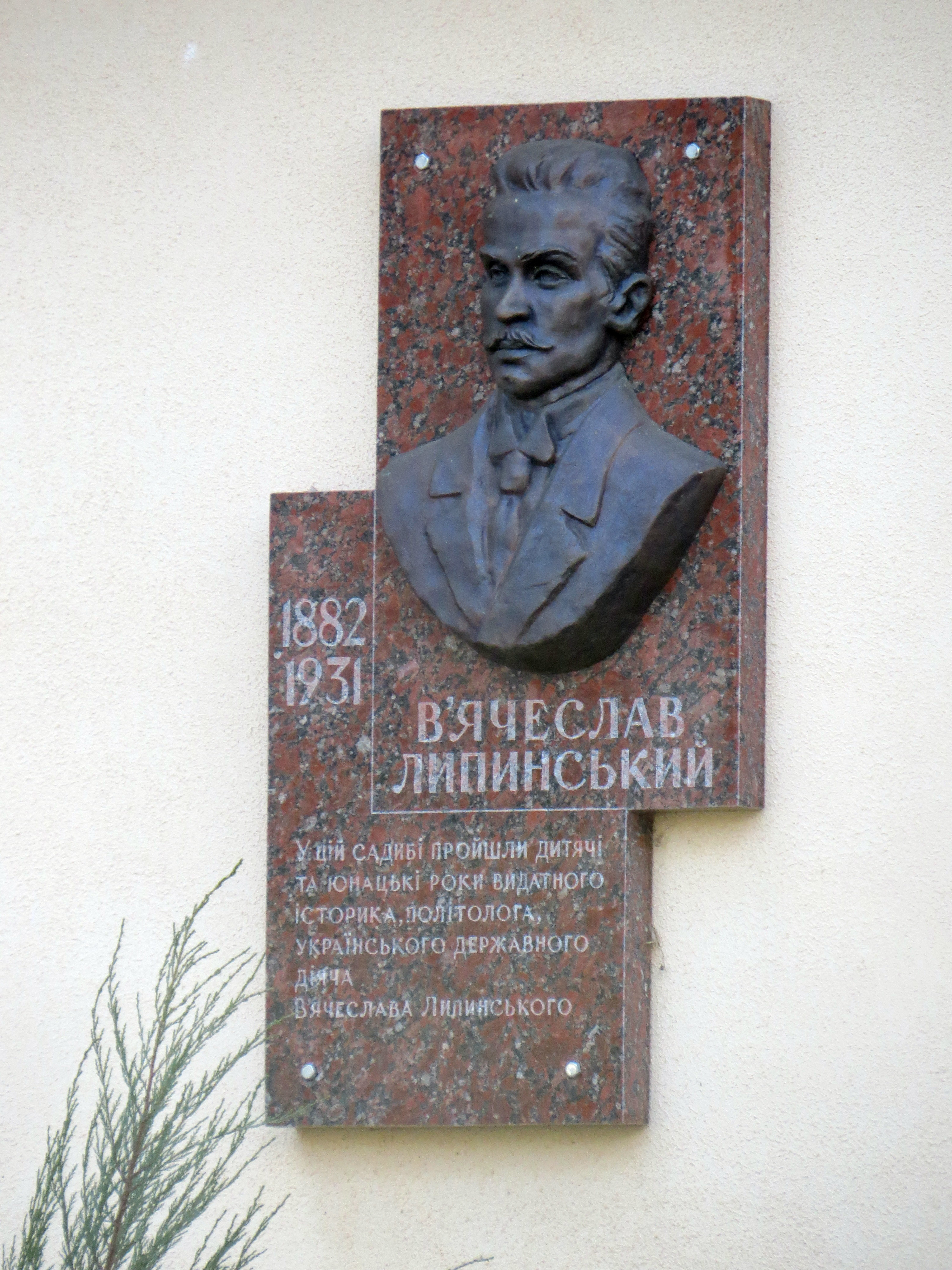
Gedenktafel für Wjatscheslaw Lypynskyj in Saturzi

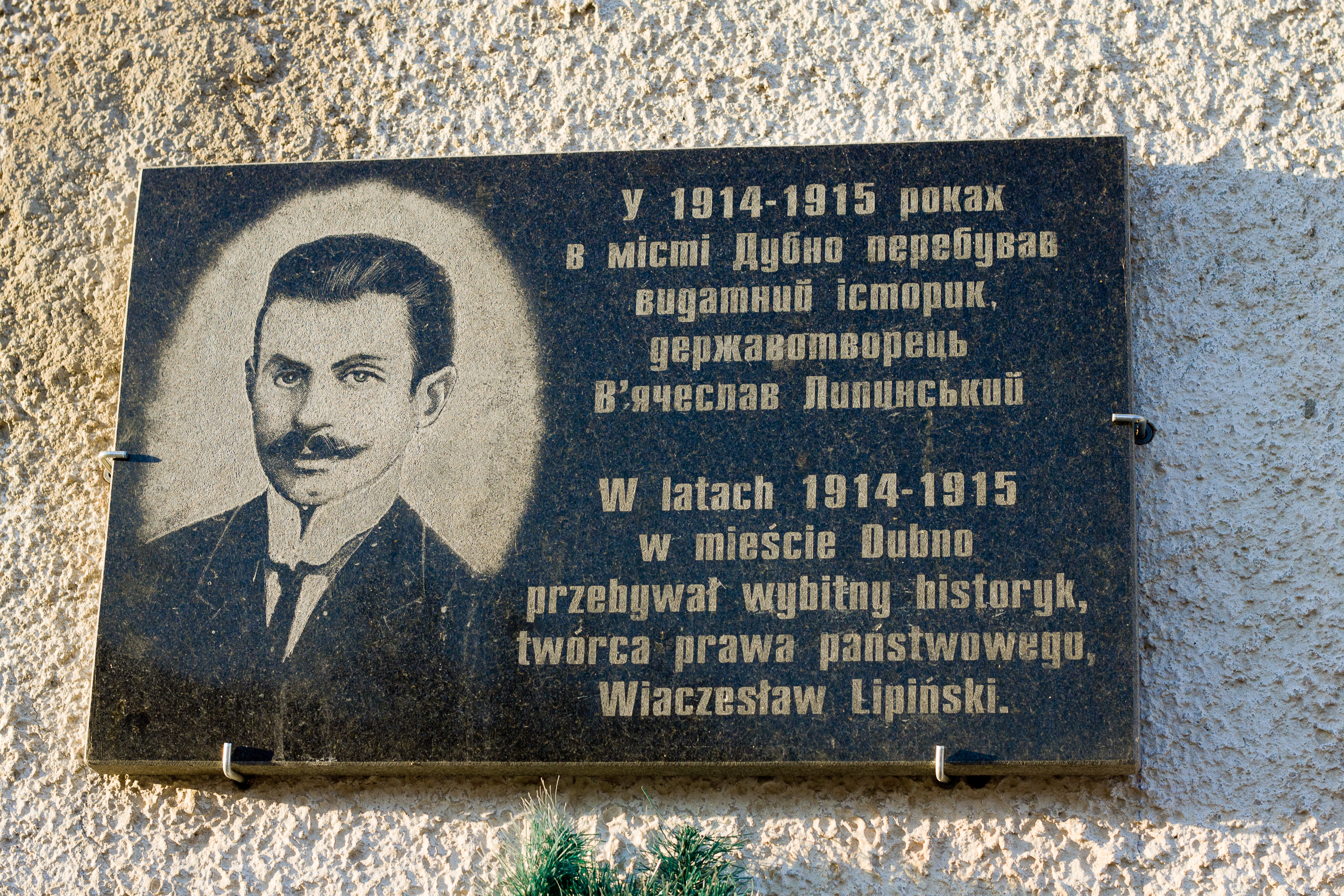
Gedenktafel für Wjatscheslaw Lypynskyj in Dubno

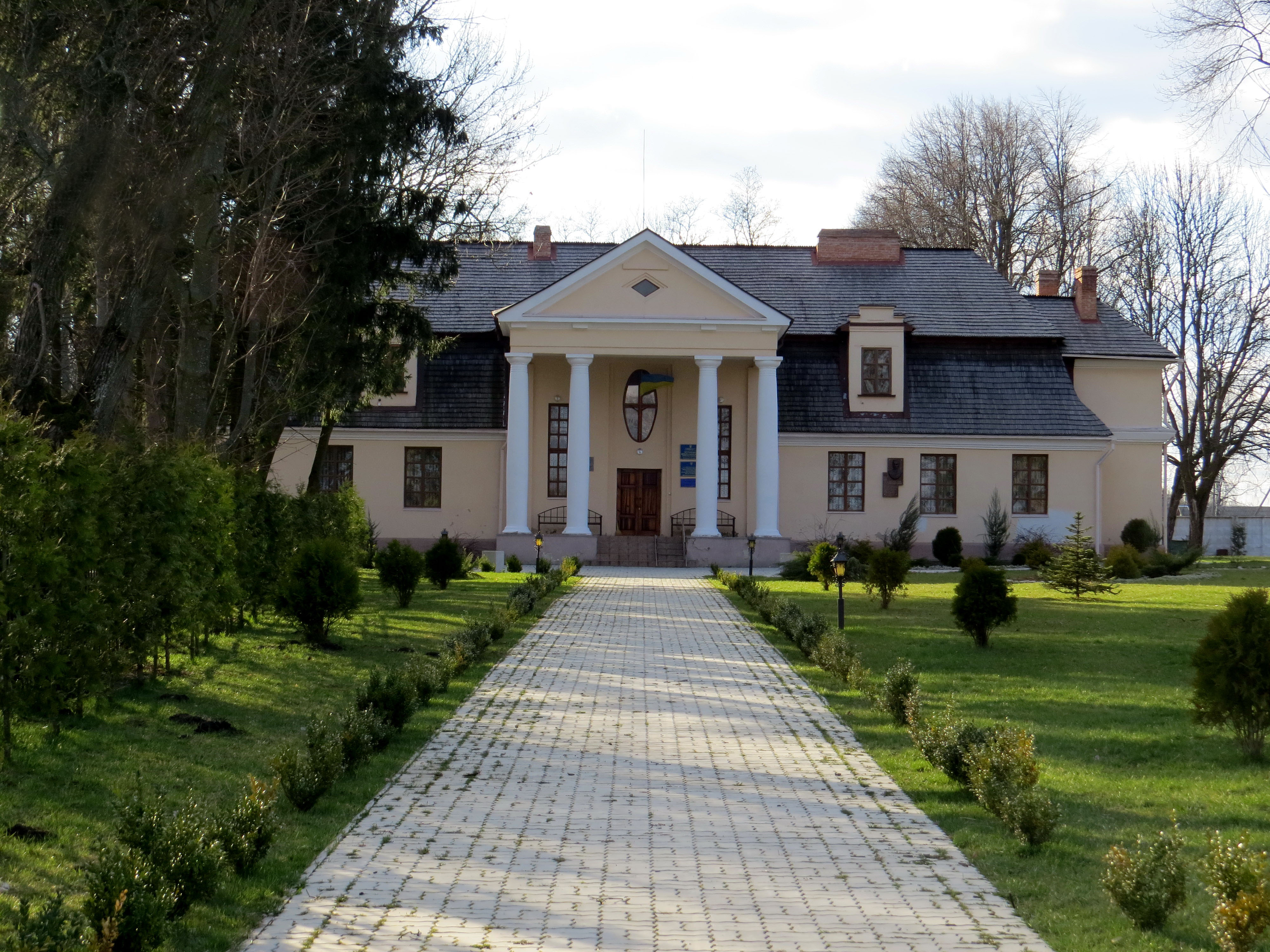
Wjatscheslaw-Lypynskyj-Gedenk-Museum in Saturzi

Wjatscheslaw Kasymyrowytsch Lypynskyj (ukrainisch В'ячеслав Казимирович Липинський, polnisch Wacław Kazimierz Lipiński; * 5. Apriljul. / 17. April 1882greg. in Saturzi, Gouvernement Wolhynien, Russisches Kaiserreich; † 14. Juni 1931 in Pernitz, Österreich) war ein ukrainischer Historiker, politischer Philosoph, Publizist und Botschafter.

## Leben
Wjatscheslaw Lypynskyj kam in Saturzi bei Luzk im heutigen Rajon Lokatschi der ukrainischen Oblast Wolyn als ältester Sohn der polnischen Adelsfamilie Lipiński zur Welt. Er wuchs in einem katholischen, polnisch-adeligen Umfeld auf, was seine Bildung, seine Ansichten und Haltung zum Leben beeinflusste.
Er ging in Schytomyr, Luzk und am Kiewer 1. Gymnasium zur Schule. Nach seinem Abitur 1902 ging er zur Ableistung seines Militärdienstes beim Rigaer Kavallerie-Regiment nach Kremenez, wurde aber später durch eine Militärkommission aufgrund seines Herzens und seiner Lunge, Lypynskyj litt praktisch sein ganzes Leben lang an Tuberkulose, für untauglich erklärt.
Im Frühjahr 1903 begann er ein Studium der Agronomie an der Krakauer Jagiellonen-Universität, wo er auch Vorlesungen zu anderen Themen wie Geschichte und ukrainische Literatur bei Bohdan Lepkyj besuchte. 1906 schloss er sein Studium ab und heiratete am 30. August 1906 in Krakau Kazimiera Szumińska. Danach gingen sie ins schweizerische Genf, um dort Soziologie an der Fakultät für Sozialwissenschaften der Universität Genf zu studieren. Da jedoch das dortige Klima einen negativen Einfluss auf seine Gesundheit hatte, wurde ihm nach einem Jahr die ärztliche Empfehlung gegeben, die Schweiz wieder zu verlassen, der er nachkam.
Von 1909 an hielt sich Lypynskyj teilweise in Krakau und teilweise auf seinem eigenen Anwesen in Russaliwski Tschahary (Русалівські Чагари) bei Uman in der heutigen ukrainischen Oblast Tscherkassy auf.
Dort beschäftigte er sich mit wissenschaftlicher Arbeit und politischen Aktivitäten.
Er schrieb 1909 die Broschüre „Szlachta ukraińska i jej udział w życiu narodu ukraińskiego“ („Der ukrainische Adel und seine Teilnahme am Leben des ukrainischen Volkes“) und einen Artikel in der Kiewer zweiwöchig erscheinenden Zeitschrift Przegląd Krajowy in dem er den (teils polnischen) Adel in der Ukraine aufforderte, sich an der Wiedergeburt der ukrainischen Nation zu beteiligen. 1914 war er einer der Gründer der „Union zur Befreiung der Ukraine“.
Zu Beginn des Ersten Weltkrieges wurde er als Reserveoffizier der russischen Armee mobilisiert, aufgrund seiner Lungenerkrankung und der schweren Kriegsbedingungen jedoch wieder zur Reserve nach Dubno und schließlich nach Poltawa versetzt. Dort erlebte er die Februarrevolution von 1917 und beschuldigte die ukrainischen Sozialdemokraten zu Beginn des ukrainischen Befreiungskampfes einen mangelnden Willen zur staatlichen Unabhängigkeit zu haben.
Er selbst beteiligte sich nach der Februarrevolution bei den ukrainischen Einheiten in Poltawa am Freiheitskampf und gründete im Mai 1917 mit Serhij Schemet (Сергій Михайлович Шемет 1875–1957), die Ukrajinska demokratytschno-chliborobska partija (Українська демократично-хліборобська партія), eine konservative politische Partei, deren im Oktober 1917 veröffentlichtes Parteiprogramm er schrieb.
Nachdem die Ukraine im Frühjahr 1918 von den Bolschewiki vorerst befreit war, näherte er sich Pawlo Skoropadskyj, der mit Unterstützung der Mittelmächte am 29. April 1918 die Zentralna Rada stürzte und als Hetman Staatsoberhaupt des Ukrainischen Staates wurde. Anfang Juni 1918 reiste Lypynskyj nach Wien und übernahm dort den Posten des Botschafters des ukrainischen Staats.
Nach dem Sturz des Hetmanats 1919 und dem Zusammenbruch der Habsburgermonarchie verzichtete Lypynskyj im Juni 1919 auf seinen Posten als Botschafter und lebte in Österreich im Exil. In dieser Zeit entwickelte er seine intensivsten wissenschaftlichen und gesellschaftlichen Aktivitäten.
Er schrieb die Monographie „Ukrajina na perelomi 1656–1659“ und veröffentlichte zwischen 1920 und 1925 die Sammlung „Chliborobska Ukrajina“ (Хліборобська Україна). Außerdem gründete er 1920 die Ukrainische Union der Agrarier und Politiker.
Im November 1926 ging er im Auftrag von Pawlo Skoropadskyj nach Berlin, wo er am neu geschaffenen ukrainischen Forschungsinstitut lehrte und sein Buch Lysty do bratiw-chliborobiw (Листи до братів-хліборобів, Brief an alle Bauern), 1926 veröffentlichte.
Nachdem seine Tuberkulose im Frühjahr 1931 auch auf sein Herz übergriff, brachte man ihn am 26. April 1931 ins Sanatorium Wienerwald nach Pernitz bei Wien, wo er im Juni 1931 49-jährig verstarb und auf dem katholischen Friedhof der Ortschaft beerdigt wurde.
In den 1960er Jahren wurde in Philadelphia das Osteuropäische Forschungsinstitut W. K. Lypynsky (EERI) gegründet, welches die Werke Lypynskys in 25 Bänden publizierte.
2011 wurde sein Geburtshaus restauriert und darin das Wjatscheslaw-Lypynskyj-Gedenk-Museum eröffnet.
Lypynskyj ist einer der Protagonisten in Tanja Maljartschuks Roman Blauwal der Erinnerung (deutsch 2019).

## Bibliografie
- Dovidnyk z Istorii UKRAINY, 3-Volumes, " Vyacheslav Lypynsky " (t. 2), Kiew, 1993–1999 ISBN 5-7707-5190-8 (t. 1), ISBN 5-7707-8552-7 (t. 2), ISBN 966-504-237-8 (t. 3).
- Zabarevs’kyi, M. [Doroshenko, D.]. V'iacheslav Lypyns’kyi i ioho dumky pro ukraïns’ku natsiiu ta derzhavu (Wien 1925; Augsburg 1946)
- V. Lypyns’kyi iak polityk i ideoloh (Uschhorod 1931)
- Dzvony [commemorative issue], 1932, no. 6
- Bosyi, V. V'iacheslav Lypyns’kyi: Ideoloh ukraïns’koï trudovoï monarkhiï (Toronto 1951)
- Pyziur, Ie. ‘Viacheslav Lypyns’kyi i politychna dumka zakhidn’oho svitu,’ Suchasnist’, 1969, no. 9
- Pelenski, J. (ed). The Political and Social Ideas of Vjačeslav Lypyns’kyj, special issue of HUS, 9, no. 3/4 (1985)
- Rudnytsky, I. ‘Viacheslav Lypynsky: Statesman, Historian, and Political Thinker,’ in his Essays in Modern Ukrainian History, ed P. Rudnytsky (Edmonton 1987)
- Pelens’kyi, Ia. (ed). V'iacheslav Lypyns’kyi: Istoryko-politolohichna spadshchyna i suchasna Ukraïna (Kiew–Philadelphia 1994)
- Horielov, M. Peredvisnyky nezalezhnoï Ukraïny: Istorychni rozvidky (Kiew 1996)
- Ostashko, T.; Tereshchenko, Iu. (eds). V'iacheslav Lypyns’kyi z epistoliarnoï spadshchyny (Kiew 1996)
- Masnenko, Vitalii. Istorychni kontseptsiï M.S. Hrushevs’koho ta V.K. Lypyns’koho: Metodolohichnyi i suspil’no-politychnyi vymiry ukraïns’koï politychnoï dumky 1920-kh rokiv (Kiew–Tscherkassy 2000)
- Halushko, Kyrylo. Konservator na tli doby: V’iacheslav Lypyns’kyi i suspil’na dumka ievropeis’kykh pravykh (Kiew 2002)
- Gancarz, Bogdan. My, szlachta ukraińska: Zarys życia i działalności Wacława Lipińskiego 1882–1914 (Krakau 2006)

Ein großer Teil von Lypynskys Korrespondenz wurde vom Osteuropäischen Forschungsinstitut Lypynsky veröffentlicht, darunter Briefe von Dmytro Doroschenko (1973) und Osyp Nazaruk (1976) an ihn.